# مستشفى الشميساني
مستشفى الشميساني مستشفى أُفتتح سنة 1981، يقع المستشفى في منطقة الشميساني في مدينة عمان عاصمة الأردن.

## الخدمات الطبية المقدمة
يقدم المستشفى خدماته في مختلف فروع الطب والجراحة، ويحتوي على عدة أقسام من بينها الجراحة، الولادة وقسم الخداج والعناية الحثيثة للرضع ومركز اخصاب وأطفال الأنابيب ووحدة غسيل الكلى، ويتميز المستشفى بخدمات فندقية ذات الخمس نجوم، عدد الأسرّة 80 سريراً.

## وصلات خارجية
- الموقع الرسمي لوزارة الصحة في الأردن